# 清川站 (日本)
清川站（日语：／ Kiyokawa eki */?）是位於山形縣東田川郡庄内町清川，屬於東日本旅客鐵道（JR東日本）的陸羽西線車站。

## 歷史
- 1914年（大正3年）6月14日：車站啟用。
- 1987年（昭和62年）4月1日：伴隨國鐵分割民營化，車站由東日本旅客鐵道（JR東日本）營運[1]。
- 1991年（平成3年）3月：陸羽西線CTC化，此站成為無人車站（當時還保留列車交會設備）。
- 2000年（平成12年）3月：現時的車站大樓竣工。
- 2004年（平成16年）：撒走列車交會設備。

## 車站構造
此站是地面車站，過去曾設有1面2線的島式月台，並可進行列車交會。現時只有1面1線的單式月台，並且只使用站房對面的月台。在撤走列車交會設備後，此站仍然是閉塞的邊界，設有場內和出發信號燈，現時還在使用中。
在發生2018年山形集中暴雨後的修復工作中，於8月20日至10月7日之間，部分列車會在此站折返往余目方向。車站大樓與月台（靠近余目一方）設有站內平交道連接。
此站是由新庄站管理的無人車站，並在2000年與升形站一同重建一座同款的簡易式站房。

## 使用狀況
在2004年度，1日平均乘車人次為74人。
| 乘車人次變化 | 乘車人次變化 |
| 年度         | 1日平均人次  |
| ------------ | ------------ |
| 2000         | 81           |
| 2001         | 74           |
| 2002         | 79           |
| 2003         | 74           |
| 2004         | 74           |

## 車站周邊
鐵路線與最上川之間設有小村落。車站西南方為山地。
- 庄內町役場清川出張所
- 清川郵局
- 清河八郎紀念館（日语：清河八郎記念館）
- 松山溫泉（日语：松山温泉 (山形県)）

## 相鄰車站
東日本旅客鐵道（JR東日本）
■陸羽西線
□快速「最上川」（只有下行）、■普通
高屋－清川－狩川

## 注腳
1. ↑  『交通年鑑 昭和63年版』 交通協力會，1988年3月。
2. ↑  陸羽西線（清川～余目）運転再開についてPDF（日語）
3. ↑  『山形県の鉄道輸送』平成26年度版 - 山形県 （页面存档备份，存于）（日語）

## 外部連結
- 車站資訊（清川）：東日本旅客鐵道（日語）